# Susanne Jensen

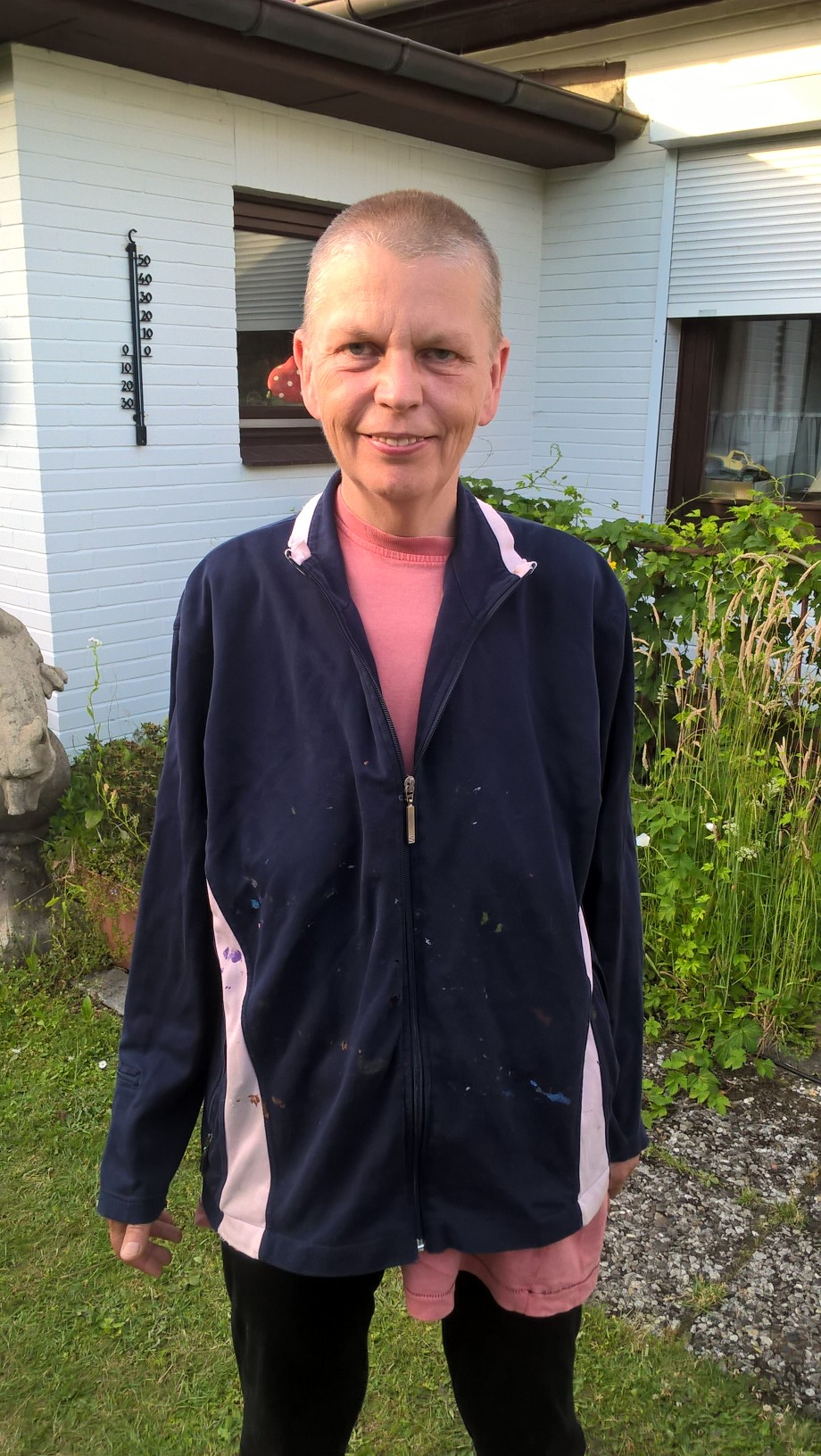
Susanne Jensen

Susanne Jensen (* 11. Oktober 1963 in Lüdenscheid) ist eine deutsche Künstlerin, Autorin und Pastorin der Nordkirche.

## Leben und Wirken
Susanne Jensen war als Kind und Jugendliche sexualisierter Gewalt ausgesetzt. Durch den Beruf ihres Vaters kam die Familie nach zahlreichen Umzügen nach Hamburg. Dort ließ Susanne Jensen sich mit 23 Jahren katholisch taufen. Zunächst studierte sie Jura, dann wechselte sie zur Evangelischen Theologie. Schließlich konvertierte sie zum evangelischen Glauben. Im Studium lernte sie ihren Mann kennen. Nach Studium und Vikariat wurde sie 2001 Pastorin der Nordelbischen Evangelisch-Lutherischen Kirche (NEK).
Nach mehreren Therapien beschloss Jensen 2009, als Missbrauchsüberlebende mit Gesicht und Namen ihre Geschichte zu veröffentlichen. Jensen ist meist kahlrasiert, tätowiert und trägt oft ein Hundehalsband. Sie sagt: „Ich stehe mit dem, was mir geschehen ist, nicht allein. Schweren Missbrauch erleben so viele.“ Die Dunkelziffer sei sehr hoch. Die Seelenbeschädigung heile zwar nicht, aber sie habe ihren Weg aus der Ohmacht, Verzweiflung, Scham und dem Selbsthass gefunden.
In der WDR-Produktion „Es war der eigene Vater“ wurde 2011 das Schicksal von Jensen und ihr Weg, damit umzugehen, dokumentiert. Es folgten weitere Dokumentationen und Zeitungsartikel und 2016 eine Teilnahme am SWR-„Nachtcafe“ unter dem Titel: „Väter – geliebt, gehasst, bewundert“. Im Buch von Michael Steinbrecher „Nachtcafé Familienbande – Was uns verbindet, was uns trennt.“ erzählte Jensen 2017 von ihrem Erleben und ihrem Befreiungsweg.
Jensen verarbeitet ihre Erlebnisse auch in Kunstwerken und Gedichten. Sie zeigt diese in Kunst- und Glaubensabenden. 2015 begann sie, ihre Seelenwelt in einem Erotik-Fantasy-Thriller darzustellen: Zedmanns Versuch, G zu denken. Es folgten zwei weitere Werke, von denen auch Weiße Folter auf ihrer Homepage veröffentlicht ist. Der vierte Erotik-Fantasy-Thriller 0 und 1 ist derzeit in Arbeit und kapitelweise als Autorenlesung auf YouTube zu hören.
Mit dem privaten Filmprojekt „Gott will in Dunkel wohnen“ verdeutlichte Jensen 2015 ihr eigenes Glaubensbekenntnis.
In der SWR2-Radiosendung Tandem „Ein wundersames Paar – Beziehung nach Missbrauch“ im Jahr 2018 erläuterten Jensen und ihr Mann, wie sie ihre Beziehung führen.
Im September und Oktober 2019 stand Susanne Jensen zusammen mit Franz Rogowski für den Kinofilm „Luzifer“ vor der Kamera. Gedreht wurde u. a. am Höllenstein in Tux im Zillertal in Tirol. Am 11. August 2021 hatte der Film Premiere in der Section „Concorso Internazionale“ des 74. Locarno Film Festivals. In der internationalen Presse fand die Darstellung der „Maria“ durch Susanne Jensen Beachtung. Sie wurde für „ihre atemberaubende Performance“ erwähnt, „in der sie sich emotional und körperlich voll und ganz einsetzt“.
Im Oktober 2021 nahm der Film Luzifer in der Kategorie „Official Fantàstic Competition“ am 54. Sitges Festival Internacional de Cinema Fantàstic de Catalunya teil. Susanne Jensen gewann den Preis für die beste Schauspielerin für Luzifer ebenso wie Noomi Rapace für Lamb.